# Motor bicilíndric en línia

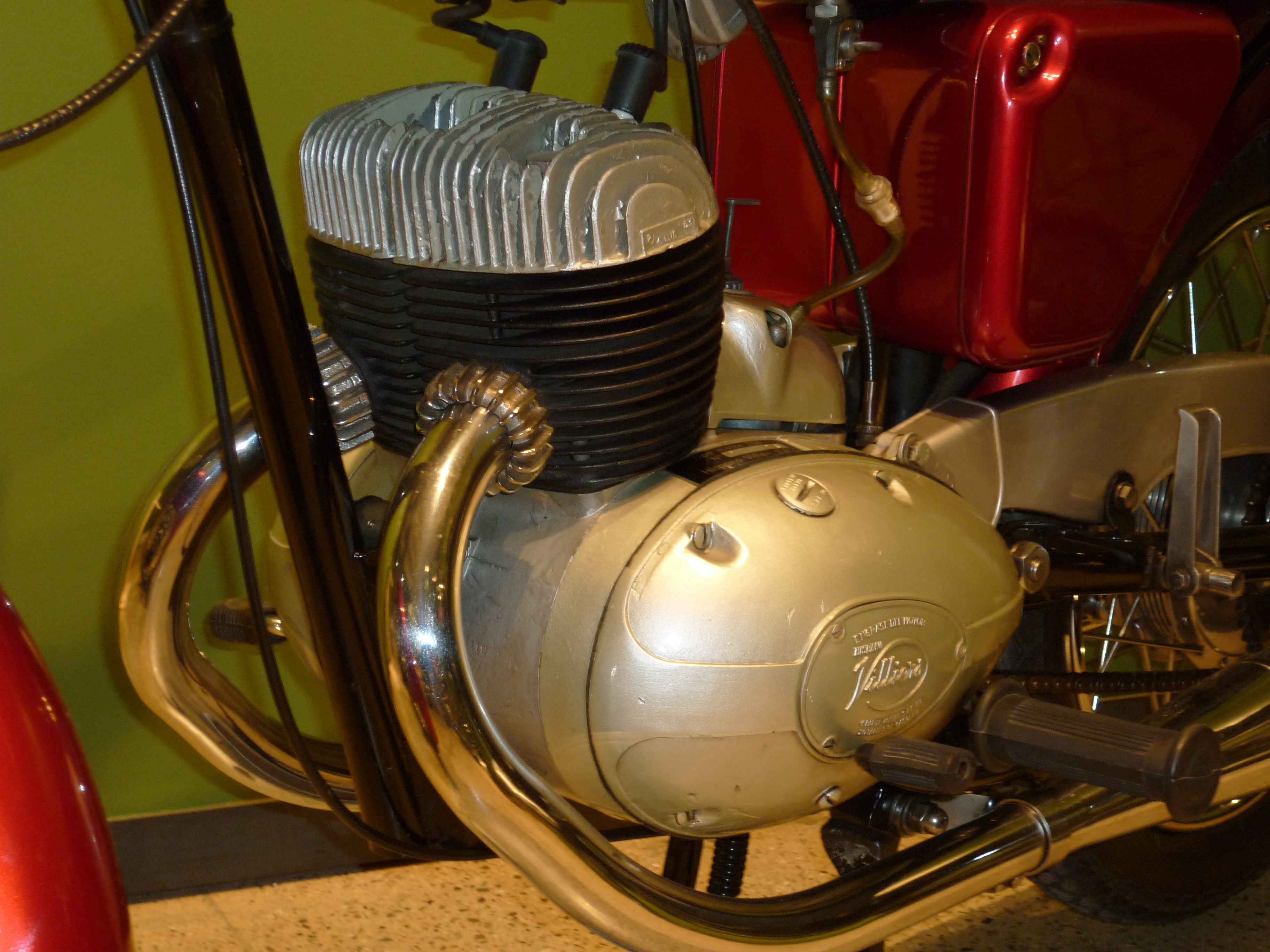
Motor bicilíndric en línia Hispano Villiers en una Rovena 250 de 1964.

Un motor bicilíndric en línia, conegut també com a bicilíndric vertical, bicilíndric paral·lel o pel seu nom anglès, straight-twin (literalment, "bessó recte"), és un motor de combustió interna de dos cilindres alineats en paral·lel. Pot ser tant de dos com de quatre temps, en cicle d'Otto o dièsel.

## Seqüència d'encesa

Funcionament dels motors de quatre temps amb dos cilindres en línia.

Als motors de dos temps, on el cicle es completa en 360 graus, el temps d'encesa s'inicia cada 180 graus (360°/2 cilindres = 180°).
Als motors de quatre temps, on el cicle es completa en 720°, la seqüència es pot produir de dues maneres:
- Motors on les bieles d'ambdós cilindres s'acoblen al mateix braç del cigonyal: l'encesa s'hi inicia a intervals regulars de 360°, ja que quan el primer cilindre és al començament del tercer temps (explosió), el segon cilindre és al començament del primer temps (admissió) i, quan es produeix l'encesa i comença l'explosió, el primer cilindre inicia l'admissió.

- Motors on la base de cada biela està acoblada a costats oposats del cigonyal: l'encesa s'hi produeix a intervals irregulars amb una diferència de 180 i 540°. Això passa perquè, quan es produeix l'encesa al primer cilindre i dona pas al tercer temps, el segon cilindre es troba a l'inici de la compressió (segon temps). Al moment en què es produeix l'encesa al segon cilindre, el primer comença a expulsar els gasos de combustió (quart temps).

## Usos
Els motors de dos cilindres en línia es fan servir en motocicletes, automòbils, vaixells, camions petits, tractors i com a motors estacionaris. El cotxe més barat del món, el Tata Nano indi, fa servir aquesta mena de motors.